# Захаровське
Заха́ровське (рос. Захаровское) — село у складі Комишловського району Свердловської області. Входить до складу Обуховського сільського поселення.
Населення — 763 особи (2010, 893 у 2002).
Національний склад станом на 2002 рік: росіяни — 97 %.